# Mel Powell
Mel Powell, (Bronx, 1923. február 12. – Sherman Oaks, Los Angeles, 1998. április 24.) amerikai zeneszerző, dzsesszzongorista.

## Pályafutása
Mel Powell Melvin D. Epstein néven született Milton Epstein és Mildred (Mollie) Mark Epstein három gyermeke közül a másodikként. Négy évesen kezdett el zongorázni. Többek között Nadia Reisenbergtől is tanult. A szenvedélyes baseball-rajongó volt. Egy meccsen játék közben szerzett kézsérülése meggyőzte őt arról, hogy a sport helyett a zenével foglalkozzon. Powell arról álmodozott, hogy koncertzongorista lesz, egészen addig, amíg bátyja el nem vitte Teddy Wilson koncertjére,  majd később egy Benny Goodman koncertre is. A The New Yorker magazinnak adott 1987-es interjúban Powell azt mondta: „Soha nem hallottam még ennyire eksztatikust, mint ezt a zenét” − és a klasszikus zongoráról a dzsesszzongorára váltott.
Tizennéves korában Powell professzionális dzsesszzongoristaként lépett fel New Yorkban. 1939-ben együtt dolgozott Bobby Hackettel, George Brunies-vel és Zutty Singletonnal, továbbá feldolgozásokat készített Earl Hines szábmára.
1941-ben Benny Goodman együttesének tagja lett.
Powell stílusa a stride stílusban gyökerezik, amely a swingzongorázás közvetlen előfutára volt. Goodman-évek egyik szerzeménye, a „The Earl” talán a legismertebb abból az időből. A dalt – amelyet Earl Hinesnek szenteltek – dobos nélkül vették fel.
Közel két Goodmannel töltött év után Powell rövid ideig a CBS rádióban játszott. A második világháború alatt besorozták a hadseregbe. 1943-tól 1945-ig a Glenn Miller-légierőbe volt beosztva. A háború vége felé Powell Párizsban állomásozott, és Django Reinhardttal játszott. Ezután ismét Goodman zenekarában volt.
Az 1940-es évek közepén Hollywoodba költözött, és rajzfilmekhez írt zenét, például a Tom és Jerry-khez. Önmagát alakította az „A Song Is Born” (1948) című filmben, amiben Louis Armstrong, Tommy Dorsey és Benny Goodman is szerepelt. Hollywoodban töltött ideje alatt ismerkedett meg és vette feleségül Martha Scott színésznőt.
Izomsorvadása alakult ki, ami miatt ideig tolószékben volt, majd bot segítségével járt. A betegség gyakorlatilag véget vetett annak, hogy ismét utazó zenészként dolgozhasson. 
A zeneszerzésnek szentelte magát. 1948-ban beiratkozott a Yale School of Music-ra, ahol Paul Hindemith mellett tanult és diplomát 1952-ben. 1954-ben felvette a „Thigamigig” című albumot, benne egy zongora/trombita/dob számmal, amelyet Art Clokey választott ki a „Gumbasia” című darabjához 1955-ben. 1954-ben Benny Goodmannel együtt lépett fel a Basin Street-en.
1987-ben egy tengerjáró hajón Benny Carter, Howard Alden, Milt Hinton, Louie Bellson és mások mellett játszott.
A The New Yorker magazin jazzkritikusának interjújban Powell így nyilatkozott: „Úgy döntöttem, hogy amikor visszavonulok, alaposan meggondolom a döntésemet, hogy elhagyom a jazzt – Sigmund Freud és Jung segítségével. Jelenleg azt gyanítom, hogy ez így volt. ez: azt csináltam, amit meg kell tennem a dzsesszben... de ugyanazokat a dallamokat játssza napról napra és éjszakáról éjszakára az ember. Ez az ismétlés hajlamos volt megölni a spontaneitást, ami a dzsessz lelke.”
Powell a kaliforniai Sherman Oaks-i otthonában hunyt el 1998. április 24-én májrákja következtében.

## Lemezválogatás
- 1942: Classics in Swing / All Star Groups (Lou McGarity, Benny Goodman)
- 1946: Bird and Pres – The ’46 Concerts Jazz at the Philharmonic
- 1954: Borderline / Thigamagig (Ruby Braff, Paul Quinichette, Bobby Donaldson)
- 1954: Easy Swing (Jimmy Buffington, Mundell Lowe)

## Díjak
- 1990: Pulitzer Prize for Music (A Concerto for Two Pianos and Orchestra; 1990)
- 1963: Arts and Letters Award in Music (1963)
- Guggenheim-ösztöndíj

## Fordítás
Ez a szócikk részben vagy egészben  a   Mel Powell című angol Wikipédia-szócikk ezen változatának fordításán alapul.  Az eredeti cikk szerkesztőit annak laptörténete sorolja fel. Ez a jelzés csupán a megfogalmazás eredetét és a szerzői jogokat jelzi, nem szolgál a cikkben szereplő információk forrásmegjelöléseként.